# Ice Cream (canción de Blackpink y Selena Gomez)
«Ice Cream» es una canción del grupo femenino surcoreano Blackpink y la cantante estadounidense Selena Gomez. Fue escrita y compuesta por Ariana Grande, Bekuh BOOM, Selena Gomez, Steven Franks, Teddy Park, 24, Tommy Brown y Victoria Monét, y fue lanzada el 28 de agosto de 2020 a través de YG Entertainment e Interscope, como el segundo sencillo de su primer álbum de estudio coreano titulado The Album (2020).

## Antecedentes
El 18 de mayo de 2020, tras el anuncio unos días antes, por parte de YG Entertainment, de la preparación del primer álbum larga duración que sería lanzado a mediados de ese mismo año, la empresa confirmó la calendarización de sus futuras actividades, informando la realización de dos sencillos de prelanzamiento antes del álbum: el primero para mediados de junio y el segundo para julio o agosto.
Luego del exitoso debut de «How You Like That», el 3 de agosto se publicó en redes sociales el primer póster promocional del segundo sencillo de prelanzamiento, confirmando que su estreno sería el 28 de agosto y que consistiría en una colaboración, con un artista mantenido en secreto, al igual que su título. La prensa y los internautas aseguraban que se podría tratar de Ariana Grande o de Selena Gomez o G-Dragon, entre otros. El 11 de agosto se confirmó que la colaboración sería con la cantante norteamericana Selena Gomez, siendo de inmediato promocionada la colaboración bajo la marca Selpink.
El 17 de agosto, se publicó un nuevo póster promocional. El 21 de agosto se confirmó que su título sería «Ice Cream», título que ya había sido mencionado por Jennie en sus redes sociales días antes, pero sin haber aún confirmación oficial. El 23 de agosto, fue publicado un avance, en donde se ve a las integrantes de Blackpink teniendo una pequeña conversación con Selena Gomez vía webcam, en donde ambas manifiestan su admiración mutua y alegría por la colaboración.
Cuatro días antes de su fecha de lanzamiento, fueron liberados diariamente un póster promocional de cada una de las integrantes de Blackpink, con la temática de la canción, además de un póster final de Selena Gomez.

## Composición
La canción fue escrita y compuesta de manera conjunta por Ariana Grande, Bekuh BOOM, Selena Gomez, Steven Franks, Teddy Park, 24, Tommy Brown y Victoria Monét. Fue producida por 24, Mr. Franks, Teddy Park y Tommy Brown, mientras que el trabajo de mezcla estuvo a cargo de Serban Ghenea.
«Ice Cream» es una canción electropop y bubblegum pop con algunos elementos de la música trap. La canción está escrita en clave de Mi mayor con un tempo de 80 pulsaciones por minuto, mientras que los rangos vocales de Blackpink y Selena Gomez van desde B3 hasta E5. Líricamente, la canción incluye una serie de dobles sentidos relacionados con el helado y metáforas sexuales y románticas.

## Vídeo musical
El 26 de agosto, fue liberado un avance del vídeo musical de la canción de tan solo 17 segundos de duración. En él, se aprecian a las miembros de Blackpink en un concepto veraniego y a Selena Gomez conduciendo un camión de helados. El vídeo musical fue estrenado junto con el sencillo el 28 de agosto de 2020. «El clip con tintes retro muestra a Gomez conduciendo un camión rosado con un divertido atuendo de marinera. Jisoo, Rosé, Jennie y Lisa aparecen a lo largo de un mural de helados con looks inspirados en los 70 llenos de muchos colores brillantes, el poder de las flores y el macramé», señaló Rania Aniftos de Billboard.
El video comienza con Selena Gomez con un top corto a rayas de caramelo, conduciendo un camión de helados llamado "Selpink" de color pastel (el logo es una combinación de los nombres Selena y Blackpink) y repartiendo helado Serendipity. Las miembros de Blackpink aparecen a continuación en pantalla, sonriendo detrás de recortes de cartón con forma de helado. Gómez cambia de atuendo varias veces a lo largo del vídeo, apareciendo con un vestido floral con mangas abullonadas, un traje negro marca Puma con una visera verde y un vestido amarillo a cuadros bajo del hombro. Las miembros de Blackpink aparecen en una variedad de coloridos conjuntos maximalistas, incluyendo una heladería, una cancha de baloncesto, una cancha de tenis y una habitación con toboganes inflables y conos de helado. Un capibara también aparece brevemente en el vídeo, comiendo una zanahoria junto a Jennie.
El vídeo fue dirigido por Seo Hyun-seung, quien ya ha estado a cargo de la gran mayoría de los vídeos musicales de Blackpink, como «Kill This Love», «Ddu-Du Ddu-Du» y «How You Like That», entre otros. 

### Rendimiento
En tan sólo 34 minutos, el vídeo superó el millón de me gusta en YouTube, siendo la colaboración más rápida en conseguirlo desde el origen de la plataforma. Luego de tres horas, superó las 10 millones de visitas, convirtiéndose en el vídeo musical de un grupo femenino surcoreano más rápido en alcanzar esta cifra, superando a «How You Like That» —también de Blackpink—, que lo logró en 3 horas y 40 minutos.
Luego de las primeras 24 horas, el vídeo acumuló 79,08 millones de visitas oficiales, convirtiéndose en el vídeo musical de una colaboración con más visualizaciones en su primer día de lanzamiento, superando a la canción «Boy with Luv», del también grupo surcoreano BTS junto con la cantante estadounidense Halsey, quienes ostentaban la cifra máxima; y se posicionó como el tercer vídeo musical con más vistas durante las primeras 24 horas en la historia de YouTube, solo por debajo de «Dynamite» de BTS y de «How You Like That».

### Vídeo de práctica
El 2 de septiembre, se lanzó una versión animada de la coreografía del vídeo musical a través del canal de YouTube del grupo. En él, Blackpink y Gomez aparecen como avatares en 3D de la plataforma virtual Zepeto, vestidas con atuendos similares a los usados en el vídeo musical original, y virtualmente se unen para realizar una rutina de baile para la canción, que también incluye partes de la coreografía original, mientras se ven rodeadas de conos de helado suspendidos y otras imágenes relacionadas.

### Vídeo lyric
El 18 de septiembre de 2020, fue lanzado un vídeo oficial de la letra de «Ice Cream», en donde se ve a Jisoo, Jennie, Rosé, Lisa y Selena Gomez, cada una en su propia webcam, cantando la canción, mientras se reproduce la letra original de la pista.

## Recepción y crítica
Hugh McIntyre de Forbes señaló que «la melodía es contagiosa y tan dulce que podría causarle una caries al oyente». Además indicó que «Blackpink se queda con el trap-pop para su último lanzamiento, pero este se inclina mucho más hacia el territorio del pop que del trap, lo que lo prepara para una reproducción continua en las 40 mejores radios. Líricamente, "Ice Cream" presenta divertidos sonidos de dobles sentidos ("Brr, brr, frozen, you're the one been chosen / Play the part like Moses, keep it fresh like roses") y diversas metáforas de postres, que sorprenden considerando que Gomez tiene créditos como compositora junto con potencias como Teddy Park, Victoria Monét y su compañera estrella del pop, Ariana Grande».
Jon Calramanica de The New York Times indicó sobre la canción que: «El punto dulce es la intersección de Selena Gomez y las estrellas del k-pop Blackpink, que implica una especie de canto algo juguetón, burlón, un poco distante. "Ice Cream" es todas esas cosas, una canción incansablemente animada y alegre sobre ser el objeto del hambre de otras personas».
Celina del sitio SeoulBeats señaló que «nos trajeron una canción más refrescante de lo que normalmente esperamos de Blackpink. "Ice Cream" tiene un atractivo infantil en la melodía combinado con un tono coqueto que normalmente no vemos en el grupo de chicas«. Además agregó que «con Selena, han combinado sus grupos de admiradores y nos han traído una canción pop de verano refrescante para lo que ha sido un 2020 caótico. Puede ser más superficial, pero muestra que Blackpink no tiene miedo de abordar diferentes géneros. Si este sencillo es representativo de su próximo álbum, con suerte seguirán desafiándose a sí mismas, expandiéndose más allá de su patrón típico cuando se trata de música».

## Promoción
Interscope Records, casa discográfica en común entre ambas artistas, realizó una amplia campaña de promoción para la canción. El 24 de agosto, la marca de helados Serendipity en conjunto con la línea de restaurantes Serendipity 3 y Selena Gomez, lanzaron un nuevo helado llamado Cookies & Cream Remix. Este helado fue diseñado por la propia cantante norteamericana como parte de la promoción del sencillo «Ice Cream», cuya elaboración presentó días antes en su programa Selena + Chef de la cadena HBO Max.
Además, un paquete de regalo que incluye el nuevo helado junto con otros dulces y merchandising asociado a la canción y las artistas, fueron entregados a amigos, amigas e influencers, como parte de la campaña, y paquetes especiales como parte de un sorteo realizado por Amazon Music. Junto con esto, un camión de helados, réplica del que aparece en el vídeo musical, recorrió durante todo el fin de semana de lanzamiento de la canción las calles más céntricas de Los Ángeles, California, tocando una versión MIDI de la canción.
Entre el 10 de septiembre y el 10 de octubre, las miembros de Blackink y Selena Gomez participaron de una serie de entrevistas, tanto para radio, televisión y canales de internet, promocionando el sencillo tras su estreno, las cuales fueron, en su mayoría, realizadas vía webcam  debido a la imposibilidad de realizarlo de manera presencial debido a la Pandemia de COVID-19. El 10 de septiembre se presentaron en los programas radiales norteamericanos Zach Sang Show, Check In de Radio.com, Quarantine Time With de Live 95.5, The Morning Mashup de SiriusXM, SoFlo Morning Show de Hits 97.3 y en Radio Disney. El 11 de septiembre fueron entrevistadas por el canal de internet Music Choice y el 14 de septiembre estuvieron en el reconocido canal On Air With Ryan Seacrest. El 30 de septiembre aparecieron en el programa de televisión Access Hollywood del canal norteamericano NBC y el 2 de octubre en el programa E! Daily Pop del canal E!.

## Rendimiento comercial
Apenas una hora después de su estreno, «Ice Cream» recibió su primer reconocimiento en la industria China, al obtener triple disco de oro. Días más tarde, recibió un triple disco de platino por más de 1 000 000 de unidades vendidas en la plataforma de descarga musical QQ Music. Además, en su día de lanzamiento, la canción debutó entre los cinco primeros en las listas de Spotify de Estados Unidos y Global, y en el número 3 en la lista de ventas de iTunes de todos los géneros en los Estados Unidos. El 29 de agosto, «Ice Cream» alcanzó la cima de las listas de iTunes en 38 países, llegando a los primeros puestos en los Estados Unidos y Reino Unido, quedando en segundo y tercer lugar respectivamente.
El 5 de septiembre de 2020, la canción debutó en el primer puesto de los vídeos más vistos a nivel global en YouTube, registrando 169 millones de visitas y 215 millones de reproducciones.
El 7 de septiembre ingresó en la lista World Digital Sales de Billboard en el puesto n.º 2, convirtiéndolas en el primer grupo femenino en posicionar dos canciones en el top 3 desde The Pussycat Dolls; y en el puesto 9 de la lista Rolling Stone Top 100. Posteriormente debutó en el número 8 en la lista Streaming Songs, habiendo vendido más de 23 000 copias digitales y de haber recibido más de 18,3 millones de dólares corrientes en su primera semana de seguimiento. También apareció en el número 32 del conteo Mainstream Top 40, después de obtener una reproducción sustancial en la Contemporary Hit Radio, obteniendo 5.1 millones de impresiones de audiencia de radio durante su primera semana de seguimiento y marcando el debut de Blackpink en la lista.
El 8 de septiembre debutó oficialmente en el puesto 13 del Billboard Hot 100, convirtiéndose en el primer sencillo de Blackpink en llegar al Top 20 de la lista, superando a «How You Like That» y a «Sour Candy», que alcanzaron el puesto 33, convirtiéndose también en el sencillo del grupo con mejor ubicación en dicha lista, y en el sencillo de mejor posición de un artista de YG Entertainment, superando el récord anterior de PSY, quien había alcanzado el lugar 26 con «Hangover». La canción se convirtió además en la tercera entrada consecutiva entre los 40 primeros puestos en la lista para Blackpink, siendo el primer acto exclusivamente femenino, desde Fifth Harmony (de 2015 a 2016), en tener tres éxitos consecutivos entre los 40 primeros.
En el Reino Unido, «Ice Cream» debutó en el número 39, dándole a Blackpink su quinto sencillo entre los 40 populares en ese país y convirtiéndolas en el grupo coreano con mayor cantidad de éxitos en ese rango en el UK Singles Chart, superando a BTS.

## Reconocimientos

### Premios y nominaciones
| Año  | Evento                          | Premio                               | Resultado | Ref.   |
| ---- | ------------------------------- | ------------------------------------ | --------- | ------ |
| 2020 | Channel R Radio Awards          | Mejor colaboración                   | Nominado  | [ 54 ] |
| 2020 | J-14 Teen Icon Awards           | Colaboración icónica                 | Nominado  | [ 55 ] |
| 2020 | Kpop Starz Awards               | Mejor colaboración                   | Ganador   | [ 56 ] |
| 2020 | People Choice's Awards          | Vídeo musical de 2020                | Nominado  | [ 57 ] |
| 2020 | Power Radio Awards              | Mejor canción del 2020               | Nominado  | [ 58 ] |
| 2020 | Prêmio Anual K4US               | Colaboración del año                 | Ganador   | [ 59 ] |
| 2020 | MTV Europe Music Awards         | Mejor colaboración                   | Nominado  | [ 60 ] |
| 2020 | Today's Hits Awards             | Mejor vídeo musical                  | Ganador   | [ 61 ] |
| 2020 | Today's Hits Awards             | Mejor colaboración                   | Nominado  | [ 62 ] |
| 2020 | TodaTeen Awards                 | Colaboración del año                 | Nominado  | [ 63 ] |
| 2020 | Top 40 Hits Music Awards        | Colaboración del año - Internacional | Nominado  | [ 64 ] |
| 2020 | WOWIE Awards                    | Colaboración destacada               | Ganador   | [ 65 ] |
| 2021 | Clio Awards                     | Marketing en música (Plata)          | Ganador   | [ 66 ] |
| 2021 | Gaon Chart Music Awards         | Canción del año - agosto             | Nominado  | [ 67 ] |
| 2021 | JOOX Indonesia Music Awards     | Canción global del año               | Nominado  | [ 68 ] |
| 2021 | MTV Video Music Awards          | Mejor canción k-pop                  | Nominado  | [ 69 ] |
| 2021 | Nickelodeon Kids' Choice Awards | Colaboración musical favorita        | Nominado  | [ 70 ] |

### Premios en programas de música
| Programa       | Fecha                    | Ref.   |
| -------------- | ------------------------ | ------ |
| Inkigayo (SBS) | 20 de septiembre de 2020 | [ 71 ] |
| Inkigayo (SBS) | 27 de septiembre de 2020 | [ 72 ] |
| Inkigayo (SBS) | 4 de octubre de 2020     | [ 73 ] |

### Listados
| Publicación          | Lista                                            | Ranking  | Ref.   |
| -------------------- | ------------------------------------------------ | -------- | ------ |
| Billboard            | The 100 Best Songs of 2020: Staff List           | 74.º     | [ 74 ] |
| Cosmopolitan         | 57 Happy Songs That’ll Instantly Boost Your Mood | Incluida | [ 75 ] |
| Elite Daily          | The 10 Most Jaw-Dropping Music Videos of 2020    | 9.º      | [ 76 ] |
| Hypebae              | Best K-Pop Songs and Music Videos of 2020        | Incluida | [ 77 ] |
| Idolator             | The 25 Best Music Videos Of 2020                 | 9.º      | [ 78 ] |
| Idolator             | The Most Underrated Pop Songs Of 2020            | 19.º     | [ 79 ] |
| Insider              | The 45 best music videos of 2020, ranked         | 20.º     | [ 80 ] |
| MTV LA               | Los 100 vídeos más vistos del 2020               | 34.º     | [ 81 ] |
| Pitchfork            | The Best Music of 2020: Top 100 Songs            | 84.º     | [ 82 ] |
| Rolling Stone        | The 50 Best Songs of 2020                        | 13.º     | [ 83 ] |
| Rolling Stone        | The Best Pop Collaborations of 2020              | Incluida | [ 84 ] |
| Rolling Stone        | Rob Sheffield's Top 25 Songs of 2020             | 19.º     | [ 85 ] |
| Rolling Stone India  | Best and Worst of 2020: Best K-Pop Video         | 1.º      | [ 86 ] |
| Spotify              | Top 100 Songs of 2020                            | Incluida | [ 87 ] |
| Spotify              | Most Streamed K-Pop Songs Globally 2020          | 4.º      | [ 88 ] |
| Spotify              | Most Streamed K-Pop Collaborations Globally 2020 | 2.º      | [ 88 ] |
| Spotify              | Top K-Pop Tracks of 2021                         | Incluida | [ 89 ] |
| Spotify              | Top K-Pop Songs Globally 2021                    | 10.º     | [ 90 ] |
| Stereogum            | The Top 40 Pop Songs Of 2020                     | 9.º      | [ 91 ] |
| The Associated Press | AP's song of the year                            | 10.º     | [ 92 ] |
| The Guardian         | Guardian albums and tracks of 2020               | Incluida | [ 93 ] |

## Posicionamiento en listas
| Lista (2020)                                 | Mejor posición |
| -------------------------------------------- | -------------- |
| Alemania (Official German Chart)             | 78             |
| Argentina (Argentina Hot 100)                | 42             |
| Australia (ARIA)                             | 16             |
| Austria (Ö3 Austria Top 40)                  | 57             |
| Bélgica (Ultratip Flanders)                  | 28             |
| Canadá (Canadian Hot 100)                    | 11             |
| Canadá (CHR/Top 40 Billboard)                | 35             |
| Corea del Sur (Gaon Digital Chart)           | 8              |
| Corea del Sur (Gaon Download Chart)          | 5              |
| Corea del Sur (Gaon Streaming Chart)         | 14             |
| Escocia (Official Charts Company)            | 20             |
| Eslovaquia (Singles Digitál Top 100)         | 38             |
| España (PROMUSICAE)                          | 90             |
| Estados Unidos (Billboard Digital Songs)     | 2              |
| Estados Unidos (Billboard Streaming Songs)   | 8              |
| Estados Unidos (Billboard Mainstream Top 40) | 21             |
| Estados Unidos (Billboard Global 200)        | 8              |
| Estados Unidos (Billboard Global Excl. U.S.) | 6              |
| Estados Unidos (Billboard Hot 100)           | 13             |
| Estados Unidos (Rolling Stone Top 100)       | 9              |
| Francia (SNEP)                               | 135            |
| Hungría (Single Top 40)                      | 6              |
| Hungría (Stream Top 40)                      | 31             |
| Irlanda (IRMA)                               | 33             |
| Japón (Japan Hot 100)                        | 22             |
| Japón (Oricon)                               | 30             |
| Lituania (AGATA)                             | 36             |
| Malasia (RIM)                                | 2              |
| México (Mexico Ingles Airplay)               | 8              |
| Nueva Zelanda (RMNZ)                         | 18             |
| Paraguay (SGP)                               | 35             |
| Portugal (AFP)                               | 25             |
| Reino Unido (UK Singles Chart)               | 39             |
| Reino Unido (Big Top 40)                     | 31             |
| República Checa (Singles Digital Top 100)    | 60             |
| Rumania (Airplay 100)                        | 78             |
| Singapur (RIAS)                              | 2              |
| Suecia (Sverigetopplistan)                   | 78             |
| Suiza (Schweizer Hitparade)                  | 45             |

## Certificaciones
| País                                              | Organismo certificador | Certificación | Ventas certificadas | Ref.    |
| Ventas                                            | Ventas                 | Ventas        | Ventas              | Ventas  |
| ------------------------------------------------- | ---------------------- | ------------- | ------------------- | ------- |
| Australia                                         | ARIA                   | Platino       | 70 000*             | [ 130 ] |
| Brasil                                            | PMB                    | Diamante      | 160 000*            | [ 131 ] |
| Canadá                                            | Music Canada           | Oro           | 40 000*             | [ 132 ] |
| China                                             | QQ Music               | 3xOro         | 265 000*            | [ 43 ]  |
| China                                             | QQ Music               | 3xPlatino     | 1 000 000*          | [ 44 ]  |
| Noruega                                           | IFPI                   | Oro           | 30 000*             | [ 133 ] |
| Streaming                                         |                        |               |                     |         |
| Japón                                             | RIAJ                   | Plata         | 30 000 000*         | [ 134 ] |
| *Cifra de ventas basadas solo en certificaciones. |                        |               |                     |         |

## Historial de lanzamiento
| País           | Fecha                   | Formato                     | Sello                                | Ref.    |
| -------------- | ----------------------- | --------------------------- | ------------------------------------ | ------- |
| Mundo          | 28 de agosto de 2020    | Descarga digital, streaming | YG Entertainment, Interscope Records | [ 135 ] |
| Australia      | 28 de agosto de 2020    | Contemporary hit radio      | YG Entertainment                     | [ 136 ] |
| Estados Unidos | 1 de septiembre de 2020 | Contemporary hit radio      | YG Entertainment, Interscope Records | [ 137 ] |
| Estados Unidos | 1 de septiembre de 2020 | Adult Contemporary          | YG Entertainment, Interscope Records | [ 138 ] |
| Estados Unidos | 1 de septiembre de 2020 | Radio & Rhythmic            | YG Entertainment, Interscope Records | [ 138 ] |